# NGC 1184
NGC 1184 este o galaxie lenticulară situată în constelația Cefeu. A fost descoperită în 16 septembrie 1787 de către William Herschel.